# 鄚州镇
鄚州镇，是中华人民共和国河北省保定市雄县下辖的一个乡镇级行政单位。

## 历史
鄚州一名源于唐景云二年（公元711年）所置鄚州，开元十三年（725年）以“鄚”字类“鄭”字，故改名莫州。“鄚”字与“鄭”字的字形相近也导致一些诸如《醒世姻缘传》的明清小说将鄚州误记作“鄭州”。

## 行政区划
鄚州镇下辖以下地区：
南城西村、庞林河村、大临河村、小临河村、杨临河村、莫州一铺村、莫州二铺村、莫州一街村、莫州二街村、莫州三街村、莫州四街村、莫州四铺村、古州村、杜家营村、前塔村、后塔村、韩家村、城东村、角口村、李庄子村、王庄子村、李广一村、李广二村、李广三村、李广四村、东七里村、中七里村、西七里村、中城西村和北城西村。